# (32593) Crotty
(32593) Crotty est un astéroïde de la ceinture principale.

## Description
(32593) Crotty est un astéroïde de la ceinture principale. Il fut découvert le 22 août 2001 à Socorro (Nouveau-Mexique) par le projet LINEAR. Il présente une orbite caractérisée par un demi-grand axe de 2,37 UA, une excentricité de 0,10 et une inclinaison de 5,1° par rapport à l'écliptique.